# Spiperon
Spiperon (Spiroperidol, Spiropitan) je psihoaktivni lek i istraživačkia hemikalijia koja pripada butirofenonskoj hemijskoj klasi. On funkcioniše kao antagonist , , , i , i bio je korišćen za identifikaciju tih receptora u obliku liganda obeleženom sa tricijumom. On ima neznatan afinitet za . Osim toga, poznato je da spiperon deluje kao aktivator  aktiviranih  kanala (CaCC), tako da je potencijalna meta za lečenje cistične fibroze.
N-Metilspiperon (NMSP) je derivat spiperona koji se koristi za proučavanje neurotransmiterskih sistema dopamina i serotonina. Obeležen sa radioizotopom ugljenik-11, on može da se koristi u pozitronskoj emisionoj tomografiji.

## Spoljašnje veze
|  | Molimo Vas, obratite pažnju na važno upozorenje u vezi sa temama iz oblasti medicine (zdravlja). |